# Kitz (Fernsehserie)
Kitz ist eine sechsteilige deutsche Fernsehserie mit Sofie Eifertinger und Valerie Huber. Regie führten Maurice Hübner und Lea Becker, als Showrunner fungierten Produzent Vitus Reinbold und Chefautor Nikolaus Schulz-Dornburg. Die Serie wurde am 30. Dezember 2021 auf Netflix veröffentlicht.

## Handlung
Das Instagram-Model Vanessa „Nessa“ von Höhenfeldt fährt mit ihrem Freund Dominik Reid und ihren besten Freunden Kosh Ziervogel und Pippa zu Silvester nach Kitzbühel in Tirol, um dort die Party des Jahres zu feiern. Die 19-jährige einheimische Kellnerin Lisi Madlmeyer sucht Anschluss an die Gruppe, da Vanessa vermutlich eine der Letzten war, die ihren Bruder Joseph, der in Vanessa verliebt war, lebend gesehen hat, bevor er ein Jahr zuvor starb.
Lisi gelingt es, auf der Silvesterparty von Vanessa eine Anstellung als Kellnerin zu bekommen. Mit Hilfe von Josephs gutem Freund Hans Gassner, einem Bauernsohn, fingiert Lisi einen Überfall auf Vanessa, um so ihr Vertrauen zu gewinnen. Hans überfällt Vanessa maskiert und droht ihr mit einer Pistole. Als Hans Lisi sieht, bedroht er auch sie, damit die Situation real aussieht und Lisi die Möglichkeit erhält, Vanessa authentisch zu verteidigen. Dabei stellt sich die ängstlich zeigende Lisi vor den maskierten Hans und sagt ihm, dass sie die Polizei bereits verständigt habe. Daraufhin droht er auch ihr mit der Pistole. Plötzlich lässt Hans von Lisi ab und flüchtet mit einer Uhr, die er zuvor von Vanessa gestohlen hatte, über den Balkon. 
Vanessa ist Lisi für die Rettung dankbar und lädt sie zu einem Brunch ein. Dies gefällt Pippa nicht, da sie Lisi misstraut. Diese erkennt, dass sie Vanessas Vertrauen nie gewinnen kann, wenn ihre Freunde Kosh und Pippa die ganze Zeit bei ihr sind. Lisi erfährt, dass Pippa eine Affäre mit Vanessas Vater, Ferdinand von Höhenfeldt, hat und lässt dies Vanessa durch einen Trick wissen. Auch Kosh kann sie mit der gestohlenen Uhr, die Hans beim Überfall gestohlen hatte, aus dem Verkehr ziehen. Lisi wird so zu Vanessas bester Freundin. Lisi erzählt Vanessa von Joseph, aber nicht, dass sie weiß, dass diese und ihr Bruder eine Beziehung geführt haben.
Hans hat währenddessen eine zunächst heimliche Affäre mit Kosh. Dieser leidet immer noch unter dem Tod seines Vaters und der Missachtung seiner Freunde. Deshalb ertränkt er seinen Kummer in Alkohol und Drogen. Mit der Zeit verliebt er sich ebenfalls in Hans. Durch dessen Eltern erfahren die beiden, dass Hans’ Mutter damals eine Affäre mit Koshs Vater gehabt hatte und dieser die Familie Gassner über den Tisch gezogen hat. Dominik und Lisi kommen sich näher und verlieben sich ineinander. Dadurch sind Lisis Pläne gefährdet, und sie überlegt kurzzeitig, ihre Rache ruhen zu lassen. 
Durch Dominik bekommt sie die Gelegenheit, ihre Mode, die sie nach dem Tod von Joseph aufgegeben hatte, bei einer Modenschau zu präsentieren. Als Vanessa mitansieht, wie Dominik und Lisi miteinander Sex haben, ruiniert sie Lisis Kleid während der Präsentation auf dem Laufsteg und blamiert sie dadurch in der Öffentlichkeit. Aus Wut lädt Lisi ein kompromittierendes Video von Vanessa im Internet hoch. In diesem lästert das Model über die Bewohner des Dorfes. Das Video verbreitet sich innerhalb kurzer Zeit im Internet, woraufhin Vanessa Hass und Wut entgegen schlägt.
Als es zu einer Konfrontation der beiden Frauen kommt, gesteht Lisi Vanessa alles. Vanessa beteuert, nichts mit dem Tod von Joseph zu tun zu haben, da sie ihn geliebt habe. Lisi glaubt ihr nicht. Da Vanessa ihren Ruf wiederherstellen will, hat sie Lisis Geständnis aufgezeichnet. Es kommt zu einem Kampf um Vanessas Handy, während das Chalet der von Höhenfeldts durch Brandstiftung von wütenden Dorfbewohnern in Brand gerät. Lisi schafft es gerade noch aus dem Haus, jedoch kommt Vanessa in den Flammen ums Leben. 
Lisi hatte während des Brandes Vanessas Handy an sich genommen und will das Geständnis löschen, hat jedoch den Entsperrcode nicht. Als Dominik das Mobiltelefon bei Lisi findet, will er es der Familie zurückgeben. Da er nicht will, dass Vanessas Eltern von seiner Affäre mit Lisi erfahren und er den Entsperrcode kennt, löscht er alle Nachrichten von dem Mobiltelefon. Lisi, die Angst hat, dass das Geständnis an die Öffentlichkeit geraten und auch Hans in Schwierigkeiten bringen könnte, bittet Kosh um Hilfe. Aus Liebe zu Hans löscht Kosh das Geständnis vom Telefon. Dabei wird er von einem Privatermittler, der von Claire und Ferdinand beauftragt wurde, beobachtet.
Lisi trifft sich nun offiziell mit Dominik, und Kosh mit Hans. Auf Vanessas Beerdigung erfährt Lisi von deren Schwester Patrizia, dass Vanessa tatsächlich vorhatte, mit Joseph zusammenzukommen. Lisi wird klar, dass Vanessa nicht für den Tod ihres Bruders verantwortlich war. Als sie auch erfährt, dass damals Vanessas Handy eine Zeit lang verschwunden war, ist sich Lisi sicher, dass jemand anderes die Nachrichten an Joseph geschrieben haben muss. Mit einem Schlag wird ihr klar, dass dies nur Dominik gewesen sein konnte. Zwischen Lisi und Dominik gibt es noch kurz Blickkontakt, danach verschwindet Lisi. Währenddessen wird Kosh wegen Vernichtung von Beweismaterialien vor Hans’ Augen verhaftet.

## Besetzung

### Hauptbesetzung
| Rollenname             | Schauspieler      | Hauptrolle |
| ---------------------- | ----------------- | ---------- |
| Lisi Madlmeyer         | Sofie Eifertinger | 1–6        |
| Dominik Reid           | Bless Amada       | 1–6        |
| Vanessa von Höhenfeldt | Valerie Huber     | 1–5        |
| Kosh Ziervogel         | Zoran Pingel      | 1–6        |
| Hans Gassner           | Ben Felipe        | 1–6        |

### Nebenbesetzung
| Rollenname               | Schauspieler        | Nebenrolle |
| ------------------------ | ------------------- | ---------- |
| Joseph Madlmeyer         | Felix Mayr          | 1–         |
| Antonia                  | Souhaila Amade      | 1–2, 4–6   |
| Basto                    | Alexander Gaida     | 1–2, 5–6   |
| Pippa                    | Krista Tcherneva    | 1–2, 6     |
| Mitzi Madlmeyer          | Tatjana Alexander   | 2–6        |
| Georg Madlmeyer          | Johannes Zeiler     | 2–6        |
| Regine Forsell           | Florence Kasumba    | 2–6        |
| Conny Breidenbacher      | Andreas Pietschmann | 2–4, 6     |
| Ferdinand von Höhenfeldt | Steffen Wink        | 2–3, 6     |
| Claire von Höhenfeldt    | Nadeshda Brennicke  | 2–3, 6     |
| Helma Gassner            | Simone Fuith        | 3–6        |
| Arnold Gassner           | Wolf Bachofner      | 3–6        |
| Kingsley Reid            | Tyron Ricketts      | 3–5        |
| Patrizia von Höhenfeldt  | Marlene Burow       | 6          |

## Produktion und Hintergrund
Die Dreharbeiten fanden vom 2. November 2020 bis zum 1. März 2021 in Kitzbühel und Berchtesgaden statt. Drehorte waren unter anderem das Kempinski Hotel Berchtesgaden, das Hotel Klosterhof in Bayerisch Gmain und der Friedhof in Schönau am Königssee. Der Großteil der Außenaufnahmen entstand in Kitzbühel.
Produziert wurde die Serie von der deutschen Odeon Fiction. Produzent ist Vitus Reinbold. Unterstützt wurde die Produktion vom FilmFernsehFonds Bayern, vom German Motion Picture Fund, der Cine Tirol Film Commission  und der Medien- und Filmgesellschaft Baden-Württemberg.
Die Kamera führte Karl Kürten. Für das Szenenbild zeichnete Patrick Steve Müller verantwortlich, für das Kostümbild Ramona Klinikowski, für den Ton Daniel Seiler und für das Casting Stefany Pohlmann. Die Regie übernahmen in den ersten drei Folgen Maurice Hübner und in den Folgen vier bis sechs Lea Becker. Chefautor war Nikolaus Schulz-Dornburg.
In Kitzbühel wurde während der COVID-19-Pandemie während einer Massenquarantäne gedreht. Die ausgebildete Skilehrerin Valerie Huber durfte selbst eine Skiszene drehen, die anderen Darsteller wurden aus versicherungstechnischen Gründen für die Abfahrten auf den Pisten gedoubelt.

## Episodenliste
| Nr.                                                                   | Originaltitel | Regie                         | Drehbuch            |
| --------------------------------------------------------------------- | ------------- | ----------------------------- | ------------------- |
| 1                                                                     | Countdown     | Maurice Hübner                | —                   |
| 2                                                                     | Mausefalle    | Maurice Hübner                | Korbinian Hamberger |
| 3                                                                     | Aus der Spur  | Maurice Hübner                | —                   |
| 4                                                                     | Tauwetter     | Maurice Hübner und Lea Becker | —                   |
| 5                                                                     | Lawinen       | Lea Becker und Maurice Hübner | —                   |
| 6                                                                     | Asche         | Lea Becker und Maurice Hübner | —                   |
| Am 30. Dezember 2021 wurden alle Episoden auf Netflix veröffentlicht. |               |                               |                     |

## Rezeption

### Kritiken
Katrin Nussmayr schrieb in der österreichischen Tageszeitung Die Presse, dass sich die Serienmacher nicht für authentisches Lokalkolorit zu interessieren scheinen. Die mit hölzerner Dramatik aufgeladenen Konflikte zwischen den Bewohnern eines Bergstädtchens und den reichen Gästen würden mit größtmöglicher Klischeedichte und Beliebigkeit erzählt. Alle Figuren, ob Tiroler Mittelstand oder Münchner High Society, würden Bundesdeutsch mit grotesken englischen Einsprengseln sprechen. Außerdem glorifiziere die Serie ununterbrochen den dekadenten Lebensstil der „Rich Kids“ (deutsch „reiche Kinder“).
Christopher Diekhaus vergab auf wunschliste.de zwei von fünf Sternen und kritisierte, dass die Serie an starker Überzeichnung kranke. Einen lächerlich-karikaturesken Anstrich bekomme diese besonders durch die Vorliebe für vermeintlich coole Anglizismen. Selbst das anvisierte junge Publikum könnte das ein bisschen überzogen finden.
Oliver Armknecht vergab auf film-rezensionen.de vier von zehn Punkten. Die Serie sei ein ziemlich ärmlicher Versuch, Schund schick aussehen lassen zu wollen. Die Geschichte tauge nicht viel, die Figuren seien langweilig, die Dialoge grausam. Zwischendurch könne das überzogene Jugenddrama Spaß machen.
Torsten Zarges dagegen befand auf dwdl.de, dass die Serie trotz Schwachstellen ganze Arbeit in puncto Diversität und soziale Konflikte leiste. Dies mache sie zur zeitgemäßen Streaming-Erzählung für eine internationale Jugendzielgruppe. Schade sei, dass dabei viel Lokalkolorit auf der Strecke bleibt. Vom Niveau der Erzählkunst sei sie eher Élite oder Gossip Girl als The White Lotus.
Elisa von Hof meinte auf spiegel.de positiv, dass die Serie temporeich erzählt und optimal besetzt sei. Die Beschreibung lasse zwar erahnen, dass Kitz nicht gerade komplex, unvorhersehbar oder selbstironisch erzählt würde. Gerade das täte der Serie ziemlich gut. Stattdessen strotzten vor allem die ersten Folgen vor Stereotypen und einer schablonenhaften Gut-Böse-Darstellung. Spaß mache allerdings, wie opulent die Serie ausstaffiert sei, und wie schnell die Serie erzählt werde.
Parallelen zur spanischen Netflix-Serie Élite sahen sowohl Markus Trutt auf filmstarts.de als auch Mario Mirschberger auf esquire.de. In beiden gehe es um eine Gruppe superreicher Teenager, deren Geld, Partys und ihre Lügen und Intrigen ihnen schnell zum Verhängnis werden. Auch der Handlungsstrang, dass eine nicht reiche Person in den Kreis aufgenommen wird, erinnere stark an die spanische Serie im Eliteinternat Las Encinas. Selbst die Reihenfolge, in der die Geschichte erzählt wird, sei dieselbe.
Bjarne Bock vergab auf serienjunkies.de einen von fünf Sternen, und meinte, wer wirklich einmal eine messerscharfe Satire zum Tiroler Tourismus und den ignoranten Gästen aus Deutschland sehen wolle, sollte lieber einen Blick in Die Piefke-Saga von Felix Mitterer werfen.
Philipp Emberger meint auf fm4.orf.at: „In der Konzeption haben die Showrunner wohl auf das Spannungsverhältnis zwischen den Reichen und Schönen und der einheimischen Bevölkerung abgezielt. Interessante Idee, die nur leider unter billigem Glamour vergraben wird.“ Weiters schreibt er, dass es scheine, als würde es den Serienmachern mehr um Glamour, Glitzer und Hochglanz-Partybilder gehen.
Die in München lebende Kitzbühlerin Mona Marko kritisierte die Serie in der Tiroler Tageszeitung als anspruchslosen Zeitvertreib, einfallslos und voller Klischees. Besonders die Einheimischen würden in ein lächerliches Licht gerückt und als Grantler, ewig Frustrierte und Abgehängte, dargestellt, die ihr Revier gegen Eindringlinge, aufmüpfige, arrogante Touristen und Zweitwohnungsbesitzer, verteidigen. Auch wenn sich die Dichte an Fremdscham-Momenten zum Ende hin reduziere, komme es dennoch nicht zur vollständigen Versöhnung mit der Serie, da würden auch die vielen idyllischen Landschaftsaufnahmen nichts mehr gut machen.

### Abrufzahlen
In der Woche vom 3. bis zum 9. Januar 2022 war die Produktion in Österreich die meistgesehene Serie auf Netflix, vor der britischen Miniserie Wer einmal lügt und der zweiten Staffel von The Witcher.

## Auszeichnungen und Nominierungen
Romyverleihung 2022
- Nominierung in der Kategorie beliebteste Schauspielerin Serie/Reihe (Valerie Huber)[19]

New Faces Award 2022
- Nominierung in der Kategorie bester Nachwuchsschauspieler (Bless Amada)[20]

19. Quotenmeter-Fernsehpreis 2022
- Nominierung in der Kategorie Beste Serie oder Reihe[21]